# Исмайлов, Канатбай Абдреймович
Исмайлов Канатбай Абдреймович (род. 26 февраля 1959, Ходжейлийский район, Каракалпакстан) — узбекский физик, доктор физико-математических наук, профессор.

## Биография
Канатбай Исмайлов родился 26 февраля 1959 года в Ходжелинском районе.
В 1976 году окончил среднюю школу Нукусского района №3. В том же году был принят на факультет физики Ташкентского государственного университета. В 1981 году окончил этот университет по специальности «физика полупроводников и диэлектриков». 
В 1982—1983 годах работал стажёром-исследователем в Институте физики полупроводников Академии Наук УССР, затем в 1983 году был принят в целевую аспирантуру Института физики полупроводников Академии Наук УССР и в 1986 году окончил этого же института.
В 1986—1991 годах работал научным сотрудником проблемной лаборатории физического факультета Нукусского государственного университета.
В 1988 году в Институте физики полупроводников Академии Наук УССР на специализированном Научном Совете успешно защитил кандидатскую диссертацию по теме «Влияние внешних воздействий на характеристики лавинно-пролётных диодов» под руководством доктора физико-математических наук, профессора Тхорика Юрия Александровича и доктора технических наук Конаковой Раисы Васильевны.
В 1992-1994 годах работал докторантом Института физики полупроводников Академии наук Украины, а в 1994-1995 годах работал доцентом кафедры физики полупроводников Каракалпакского государственного университета. В 1995 году защитил докторскую диссертацию на тему «Сильнополевые и радиационные эффекты в арсенид галлиевых приборных структурах» в Физико-техническом институте научно-производственного объединения «Физика-Солнца» Академии наук Узбекистана.
В 1994-1999 и 1999-2004 годах избирался депутатом Жокаргы Кенес Республики Каракалпакстан.
В 1995-1998 годах работал проректором по научной, духовной и просветительской работе Каракалпакского государственного университета им.Бердаха.
В 1998-2005 годах работал директором «Комплексного института естественных наук» Каракалпакского отделения Академии наук Узбекистана, председателем комитета Жокаргы Кенеса, заместителем председателя Совет Министров Республики Каракалпакстан, проректор по учебной работе Каракалпакского государственного университета.
В 2005-2011 годах работал деканом физического факультета, а с 2011 года по настоящее время работает заведующим кафедрой «Физики полупроводников».

### Семья
Женат, имеет 4 детей и 7 внуков.

## Научная деятельность
Автор более 400 научных работ, а также 3 монографий, 2 учебников, 4 учебных пособий, 8 учебно-методических пособий.

## Награды
В 2009 году был награждён медалью «Отличник народного образования Республики Каракалпакстан», а в 2019 году ему присвоено почётное звание «Заслуженный деятель науки Республики Каракалпакстан». В 2001 году вручён нагрудный знак «10 лет независимости Узбекистана», был награждён памятными нагрудными значками в 2017 году «25 лет Конституции Узбекистана» и в 2022 году «30 лет Конституции Узбекистана»